# Conjuration
Conjuration är en EP utgiven i september 2003 av det polska black/death metal-bandet Behemoth. Liveinspelningarna (spår 4-7) är inspelade vid "The Mystic Festival" 13 oktober 2001. Albumet gavs också ut i USA av Olympic Recordings med ytterligare tre live-spår, "From the Pagan Vastlands", "Lam" och "Satan's Sword (I Have Become)".

## Låtlista
1. "Conjuration Ov Sleep Daemons"
2. "Wish" (Nine Inch Nails-cover)
3. "Welcome To Hell" (Venom-cover)
4. "Christians To The Lions (live)"
5. "Decade Ov Therion (live)"
6. "Antichristian Phenomenon (live)"
7. "Chant for Eschaton 2000 (live)"

### Låtlista USA-version
1. Conjuration ov Sleep Daemons
2. Wish
3. Welcome to Hell
4. Christians to the Lions (Live)
5. Decade ov Therion (Live)
6. From the Pagan Vastlands (Live)
7. Antichristian Phenomenon (Live)
8. Lam (Live)
9. Satan's Sword (I Have Become) (Live)
10. Chant For Eskaton 2000 (Live)

## Banduppsättning
- Adam "Nergal" Darski - sång, gitarr
- Zbigniew Robert "Inferno" Promiński - trummor, percussion
- Mateusz Maurycy "Havok" Śmierzchalski - gitarr
- Marcin "Novy" Nowak - bas